# Himlingøje Sogn
Himlingøje Sogn er et sogn i Tryggevælde Provsti (Roskilde Stift).
I 1800-tallet var Himlingøje Sogn anneks til Hårlev Sogn. Begge sogne hørte til Bjæverskov Herred i Præstø Amt. Hårlev-Himlingøje sognekommune var i 1962 med i den frivillige kommunesammenlægning, som ved kommunalreformen i 1970 blev til Vallø Kommune. Den indgik ved strukturreformen i 2007 i Stevns Kommune.
I Himlingøje Sogn ligger Himlingøje Kirke.
I sognet findes følgende autoriserede stednavne:
- Grubberholm (station)
- Himlingøje (bebyggelse, ejerlav)